# Manuel Sánchez González (periodista)
Manuel Sánchez González (Cáceres, 1967) es un periodista y escritor español especializado en información política. Durante más de 20 años trabajó en el diario El Mundo. Desde febrero de 2022 es corresponsal político del diario Republica.com.

## Trayectoria
Inició su carrera periodística en El Periódico de Extremadura y posteriormente, con apenas 25 años se incorporó a la sección nacional del diario El Mundo donde trabajó durante 22 años. En una primera etapa realizó trabajos de investigación y más tarde cubrió la información de tribunales informando de temas polémicos como el "caso Roldán", el "caso AVE" o "los papeles del CESID".
En el año 2000 con la llegada a la política de José Luís Rodríguez Zapatero, se especializó en información sobre el Partido Socialista Obrero Español y el Gobierno español. Dejó el diario El Mundo en 2013 y durante un año colaboró con eldiario.es. De 2014 a 2021 trabajó en el área política del diario Público. Desde 2022 es corresponsal político del diario Republica.com.
En 2022 publica "Yolanda Díaz, la dama roja" del que es coautor con Alexis Romero, biografía autorizada de Yolanda Díaz, en el que explican la trayectoria política y personal de la ministra de Trabajo y vicepresidenta segunda del gobierno de España a través de más de 50 testimonios.

## Libros
- "Las noticias están en los bares" (2015)  ISBN-10  :  8416176760
- "Yolanda Díaz, la dama roja"  (2022) Manuel Sánchez y Alexis Romero.[5]